# (5695) Remillieux
(5695) Remillieux es un asteroide perteneciente al cinturón de asteroides descubierto el 24 de septiembre de 1960 por Cornelis Johannes van Houten en conjunto a su esposa también astrónoma Ingrid van Houten-Groeneveld y el astrónomo Tom Gehrels desde el Observatorio del Monte Palomar, Estados Unidos.

## Designación y nombre
Designado provisionalmente como 4577 P-L. Fue nombrado Remillieux en homenaje a Joseph Remillieux, profesor del Institut de Physique Nucléaire de l'Université de Lyon y vicepresidente de esa universidad. Su interés de investigación son los procesos de colisión atómica en sólidos.

## Características orbitales
Remillieux está situado a una distancia media del Sol de 2,649 ua, pudiendo alejarse hasta 3,013 ua y acercarse hasta 2,285 ua. Su excentricidad es 0,137 y la inclinación orbital 12,69 grados. Emplea 1575,27 días en completar una órbita alrededor del Sol.

## Características físicas
La magnitud absoluta de Remillieux es 12,9. Tiene 7,087 km de diámetro y su albedo se estima en 0,32. 